# Boarmia valens
Boarmia valens là một loài bướm đêm trong họ Geometridae.